# Maria Olszewska (biolog)

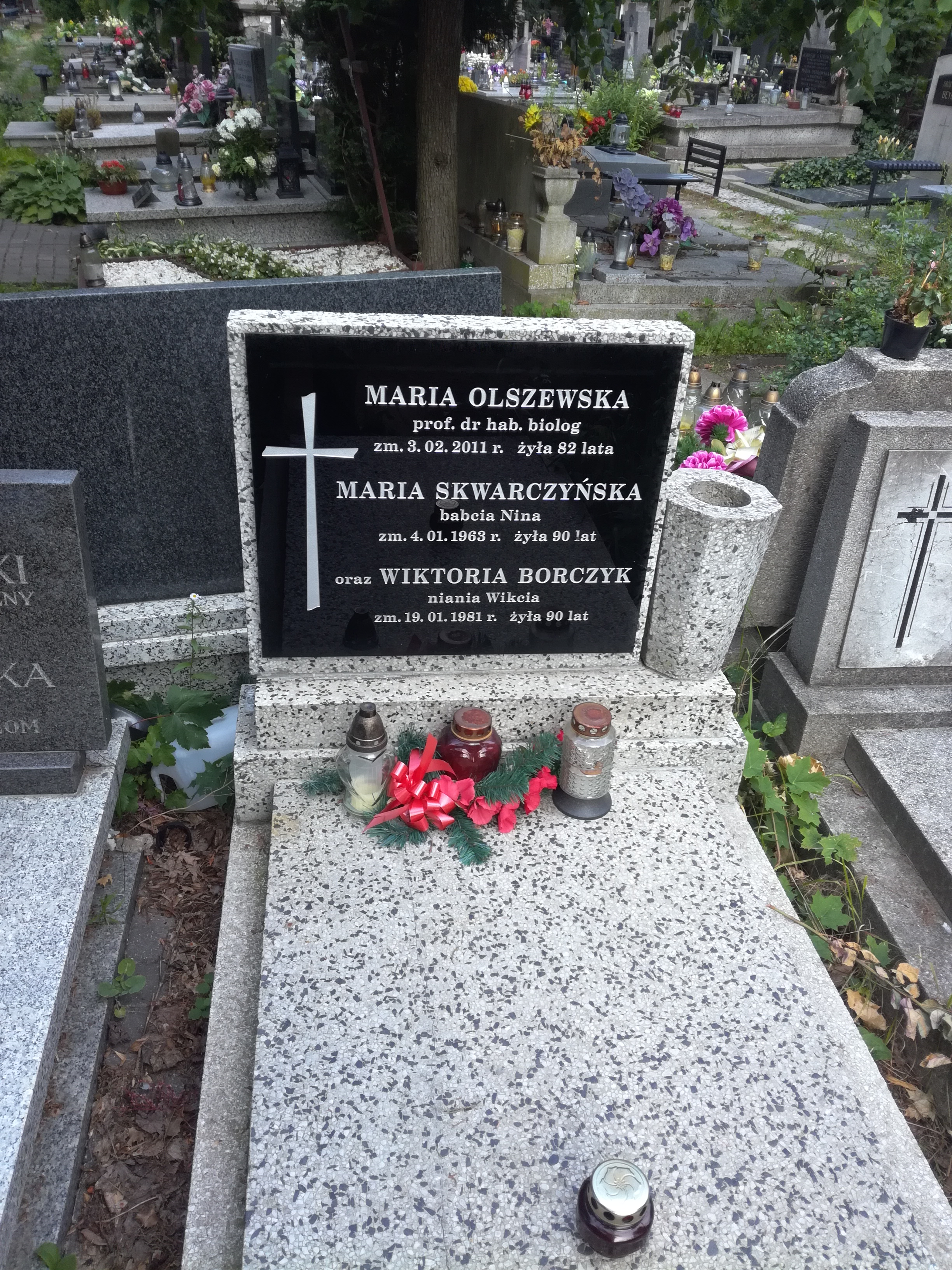
Grób profesor Marii Olszewskiej na Starym Cmentarzu w Łodzi

Maria Joanna Olszewska, z domu Skwarczyńska (ur. 21 kwietnia 1929 w Stanisławowie, zm. 3 lutego 2011 w Łodzi) – biolog, członek rzeczywisty Polskiej Akademii Nauk, profesor zwyczajny, wykładowca Uniwersytetu Łódzkiego.

## Życie prywatne
Urodziła się w Stanisławowie. Córka mjr. dypl. Tadeusza Skwarczyńskiego (1894–1976) i Stefanii Skwarczyńskiej (1902–1988), teoretyka i historyka literatury, prof. Uniwersytetu Łódzkiego. Siostra Joanny (1935–1948), harcerki, która zginęła tragicznie w lipcu 1948 na Jeziorze Gardno, mając 13 lat. Jej córka Joanna została psychologiem. Została pochowana na Starym Cmentarzu w Łodzi, w części rzymskokatolickiej.

## Działalność naukowa
Specjalnością naukową była biologia komórki roślinnej i cytogenetyka molekularna. Habilitacja na Uniwersytecie Łódzkim 14 sierpnia 1960 na podstawie rozprawy Badania nad cytokinezą. Założycielka i kierownik Katedry Cytologii i Cytochemii Roślin, przez wiele lat związana z Katedrą Genetyki Ogólnej, Biologii Molekularnej i Biotechnologii Roślin Uniwersytetu Łódzkiego.
Na Uniwersytecie Łódzkim sprawowała funkcję prodziekana (1966–69), a następnie dziekana (1969–72) Wydziału Biologii i Nauk o Ziemi.
Pełniła wiele funkcji w Polskiej Akademii Nauk: 
- członek Prezydium PAN (1995–2006).
- przewodnicząca i prezes Oddziału PAN w Łodzi (1993–98),
- członek Komitetu Cytobiologii PAN
- przewodnicząca rad naukowych: Centrum Mikrobiologii i Wirusologii PAN (2001–2002), Centrum Biologii Medycznej PAN (2004–2007), Instytutu Biologii Medycznej PAN (2008–2011).

Najważniejsze publikacje:
- Badania nad cytokinezą. Łódź: Łódzkie Towarzystwo Naukowe, 1960.
- Cytologia roślin: podręcznik dla szkół wyższych. Warszawa: Państwowe Wydawnictwo Naukowe, 1971.
- Metody badania chromosomów. Praca zbiorowa pod red. nauk. Marii Olszewskiej. Warszawa: Państwowe Wydawnictwo Rolnicze i Leśne, 1981
- Les mitoses polyploïdes chez Narcissus poeticus L. Łódź, 1952.
- Podstawy cytogenetyki roślin, pod red. Marii Joanny Olszewskiej. Warszawa: Wydawnictwo Naukowe PWN, 1999 i 2005.
- Recherches cytochimiques sur la localisation de la thiamine pyrophosphate dans les cellules v. Łódź: Łódzkie Towarzystwo Naukowe, 1965.
- Zjawiska miksoploidalności u Narcissus poeticus L. Sur la mixoploïdie chez Narcissus p. Warszawa: Polskie Towarzystwo Botaniczne, 1952.

## Odznaczenia, nagrody i tytuły honorowe
Była członkiem New York Academy of Sciences, Towarzystwa Naukowego Warszawskiego, Łódzkiego Towarzystwa Naukowego (członek honorowy), członkiem honorowym oddziału łódzkiego Polskiego Towarzystwa Histochemików i Cytochemików; członkiem honorowym Polskiego Towarzystwa Botanicznego oraz Polskiego Towarzystwa Biologii Komórki.
Odznaczona Krzyżem Kawalerskim Orderu Odrodzenia Polski (1973); Krzyżem Oficerskim Orderu Odrodzenia Polski (1990) oraz Krzyżem Komandorskim Orderu Odrodzenia Polski (1999), Medalem Komisji Edukacji Narodowej oraz Odznaką tytułu honorowego „Zasłużony Nauczyciel Polskiej Rzeczypospolitej Ludowej”, laureatka nagród Polskiej Akademii Nauki (zespołowa I stopnia, 1958; zespołowa I stopnia, 1967), Ministra Oświaty i Szkolnictwa Wyższego, Łódzkiego Towarzystwa Naukowego, Polskiego Towarzystwa Genetycznego. Doctor honoris causa Akademii Medycznej w Łodzi (1999).